# Molino de Cazorla (San Bartolomé de Tirajana)
El molino de Cazorla se encuentra en el término municipal de San Bartolomé de Tirajana (Gran Canaria). Situado en el pago de Los Cercados Altos de Fataga, es uno de los mejores ejemplos de muela de agua de Gran Canaria, una instalación que data del siglo XIX, aunque con modificaciones posteriores.
Madera de tea, columnas de cantería, acequia de argamasa, techos de tejas, etc, constituyen el armazón de la maquinaria de madera, hierro y piedra configuradoras de esta “arqueología industrial”. El conjunto hidráulico cuenta con un cubo de 12 metros de altura, el molino factoría y la vivienda del molinero.
Construido en 1880, sufrió una modificación a principios del siglo XX que le dio su actual apariencia. Una remodelación que fue todo un acontecimiento local ya que, para darle más fuerza al mecanismo los dueños habían construido un cubo de agua que superaba en más del doble al original... Los que acudieron a su puesta en marcha no olvidarían nunca la experiencia, ya que la presión del agua acabó por reventar el cubo y se llevó por delante el mecanismo del molino primitivo.
Posteriormente, reforzaron la estructura del cubo mediante una torre escalonada que, hasta hoy, ha resistido la acción del agua y del tiempo.